# King Peak, Antarktis
King Peak är en bergstopp i Antarktis. Den ligger i Västantarktis. Chile gör anspråk på området. Toppen på King Peak är 2 200 meter över havet.
Terrängen runt King Peak är platt åt sydväst, men åt nordost är den kuperad. King Peak är den högsta punkten i trakten. Trakten är obefolkad. Det finns inga samhällen i närheten. 